# Colômbia nos Jogos Olímpicos de Verão de 2024
Colômbia competiu nos Jogos Olímpicos de Verão de 2024 realizados em Paris, na França, entre 26 de julho e 11 de agosto de 2024. Foi a 21.ª participação do país nos Jogos Olímpicos de Verão desde a estreia em Los Angeles 1932.
Foi representado por 88 atletas que competiram em 19 esportes. Conquistou quatro medalhas, sendo três de prata, com Ángel Barajas na barra fixa da ginástica artística, Yeison López na categoria até 89 kg masculino e Mari Sánchez na categoria até 71 kg feminino, ambos no halterofilismo, e uma medalha de bronze com Tatiana Rentería na categoria até 76 kg feminino da luta livre.

## Medalhas
| Atleta           | Esporte             | Evento                   | Medalha |
| ---------------- | ------------------- | ------------------------ | ------- |
| Ángel Barajas    | Ginástica artística | Barra fixa               | Prata   |
| Yeison López     | Halterofilismo      | Até 89 kg masculino      | Prata   |
| Mari Sánchez     | Halterofilismo      | Até 71 kg feminino       | Prata   |
| Tatiana Rentería | Lutas               | Livre até 76 kg feminino | Bronze  |

## Competidores
Esta foi a participação por modalidade nesta edição:
| Esporte            | Masculino | Feminino | Total |
| ------------------ | --------- | -------- | ----- |
| Atletismo          | 8         | 10       | 18    |
| Boxe               | 1         | 4        | 5     |
| Canoagem           | 0         | 1        | 1     |
| Ciclismo           | 9         | 6        | 15    |
| Esgrima            | 1         | 0        | 1     |
| Futebol            | 0         | 19       | 19    |
| Ginástica          | 2         | 1        | 3     |
| Golfe              | 2         | 1        | 3     |
| Halterofilismo     | 2         | 2        | 4     |
| Hipismo            | 1         | 0        | 1     |
| Judô               | 0         | 1        | 1     |
| Lutas              | 2         | 2        | 4     |
| Natação            | 1         | 1        | 2     |
| Saltos ornamentais | 3         | 0        | 3     |
| Skate              | 1         | 0        | 1     |
| Tênis              | 0         | 1        | 1     |
| Tiro com arco      | 3         | 1        | 4     |
| Triatlo            | 0         | 1        | 1     |
| Vela               | 1         | 0        | 1     |
| Total              | 37        | 51       | 88    |